# Municipio de McHenry (Dakota del Norte)
El municipio de McHenry (en inglés: McHenry Township) es un municipio ubicado en el condado de Foster en el estado estadounidense de Dakota del Norte. En el año 2010 tenía una población de 51 habitantes y una densidad poblacional de 0,55 personas por km².

## Geografía
El municipio de McHenry se encuentra ubicado en las coordenadas 47°32′57″N 98°32′24″O / 47.54917, -98.54000. Según la Oficina del Censo de los Estados Unidos, el municipio tiene una superficie total de 92.37 km², de la cual 90,66 km² corresponden a tierra firme y (1,85 %) 1,71 km² es agua.

## Demografía
Según el censo de 2010, había 51 personas residiendo en el municipio de McHenry. La densidad de población era de 0,55 hab./km². De los 51 habitantes, el municipio de McHenry estaba compuesto por el 100 % blancos. Del total de la población el 0 % eran hispanos o latinos de cualquier raza.